# Абубакаров, Сайпудин
Сайпуди́н Абубака́ров (1956, Грозный — 1996, Грозный) — советский чеченский акробат, чемпион СССР, победитель VII Спартакиады народов СССР 1979 года, чемпион мира, мастер спорта СССР международного класса.

## Биография
Родился в 1956 году. В седьмом классе стал заниматься акробатикой. Выступал в акробатической четвёрке, попал в сборную команду Чечено-Ингушской АССР.
В 1973 году окончил школу и в том же году стал победителем первенства СССР среди юношей в Кургане. По различным причинам грозненская четвёрка не попадала в сборную РСФСР, поэтому команда решила перебраться в Тольятти, куда Абубакаров переехал в 1978 году.
Под руководством заслуженного тренера СССР Виталия Гройсмана команда добивается новых успехов. Так, например, в Тбилиси на чемпионате страны Сайпудин вместе с тремя другими спортсменами-земляками завоёвывает первое место. В том же году он выигрывает международный турнир на кубок лётчика-космонавта СССР Александра Волкова и выполняет норму мастера спорта международного класса. На следующий год стал победителем VII Спартакиады народов СССР.
В команде с В. Гончаренко, Н. Гусевым и И. Якушовым принимал участие в чемпионате мира по спортивной акробатике 1978 года, где завоевал золото в первом упражнении, серебро во втором и серебро в многоборье.
После окончания спортивной карьеры работал преподавателем физкультуры. Погиб в 1996 году в результате боевых действий в Грозном.